# Handball-Bundesliga (Frauen) 2009/10
Die Handball-Bundesliga (Frauen) 2009/10 war die 25. Spielzeit der Handball-Bundesliga der Frauen. Der erste Spieltag der Saison begann am 5. September 2009. Deutscher Meister wurde der HC Leipzig, der im Finale Bayer Leverkusen bezwang.

## Saisonverlauf
12 Mannschaften spielten in der Hauptrunde um den Einzug in die Play-offs zur deutschen Meisterschaft. Die besten acht Mannschaften spielten dann dort um die deutsche Meisterschaft 2010. Außerdem traten fünf Teams in europäischen Wettbewerben an. Meister wurde der Titelverteidiger HC Leipzig.

## Vereine und Spielstätten
Die Tabelle zeigt die Vereine mit dazugehöriger Heimspielstätte und deren Zuschauerkapazität.
In der Karte kann man die Lage der Vereine in Deutschland sehen.
| Verein               | Spielstätte             | Kapazität | Zuschauer | Durchschnitt | Auslastung |
| -------------------- | ----------------------- | --------- | --------- | ------------ | ---------- |
| Bayer Leverkusen     | Smidt-Arena             | 3.500     | 13.515    | 965          | 29,70 %    |
| Borussia Dortmund    | Sporthalle Wellinghofen | 2.500     | 05.490    | 499          | 19,96 %    |
| Buxtehuder SV        | Schulzentrum Nord       | 1.500     | 14.750    | 1.229        | 81,94 %    |
| DJK/MJC Trier        | Arena Trier             | 4.500     | 10.700    | 972          | 21,61 %    |
| Frankfurter HC       | Brandenburg-Halle       | 2.500     | 11.823    | 985          | 39,41 %    |
| Frisch Auf Göppingen | EWS Arena               | 5.600     | 12.592    | 1.049        | 18,74 %    |
| HC Leipzig           | Arena Leipzig           | 7.600     | 32.572    | 2.326        | 30,61 %    |
| HSG Blomberg-Lippe   | Schulzentrum Blomberg   | 700       | 07.810    | 600          | 85,82 %    |
| SVG Celle            | HBG-Halle               | 1.000     | 09.420    | 856          | 86,70 %    |
| Thüringer HC         | Salza-Halle             | 1.200     | 10.860    | 905          | 75,42 %    |
| VfL Oldenburg        | EWE Arena               | 2.300     | 10.905    | 838          | 36,47 %    |
| VfL Sindelfingen     | Sommerhofenhalle        | 900       | 07.350    | 668          | 74,24 %    |
| Gesamt               | Gesamt                  | 33.800    | 147.787   | 1.012        | ≈ 29,9 %   |

- fette Werte sind geschätzte Kapazitäten

## Saison

### Abschlusstabelle
|     | Verein                   | Sp | G  | U | V  | Tore        | Diff. | Punkte  |
| 1.  | HC Leipzig (M) (CL)      | 22 | 19 | 1 | 2  | 0706 : 0582 | +124  | 39 : 05 |
| 2.  | Bayer 04 Leverkusen (EC) | 22 | 15 | 5 | 2  | 0615 : 0528 | +087  | 35 : 09 |
| 3.  | VfL Oldenburg (P) (CWC)  | 22 | 14 | 4 | 4  | 0658 : 0603 | +055  | 32 : 12 |
| 4.  | HSG Blomberg-Lippe       | 22 | 13 | 2 | 7  | 0617 : 0564 | +053  | 28 : 16 |
| 5.  | Buxtehuder SV            | 22 | 10 | 3 | 9  | 0581 : 0576 | +05   | 23 : 21 |
| 6.  | Frisch Auf Göppingen     | 22 | 9  | 2 | 11 | 0600 : 0608 | −08   | 20 : 24 |
| 7.  | Frankfurter HC           | 22 | 9  | 1 | 12 | 0607 : 0607 | ±0    | 19 : 25 |
| 8.  | Thüringer HC             | 22 | 8  | 2 | 12 | 0585 : 0610 | −025  | 18 : 26 |
| 9.  | DJK/MJC Trier            | 22 | 6  | 2 | 14 | 0615 : 0690 | −075  | 14 : 30 |
| 10. | VfL Sindelfingen (A)     | 22 | 6  | 2 | 14 | 0580 : 0659 | −079  | 14 : 30 |
| 11. | Borussia Dortmund        | 22 | 4  | 3 | 15 | 0589 : 0655 | −066  | 11 : 33 |
| 12. | SVG Celle (A)            | 22 | 4  | 3 | 15 | 0583 : 0654 | −071  | 11 : 33 |

#### Legende
|       | Teilnehmer Play-offs                      |
|       | Abstieg in die 2. Handball-Bundesliga     |
| (CL)  | Champions League Teilnehmer               |
| (EC)  | EHF-Pokal Teilnehmer                      |
| (CWC) | Europapokal der Pokalsieger Teilnehmer    |
| (M)   | Deutscher Meister                         |
| (P)   | amtierender DHB-Pokal Sieger              |
| (A)   | Aufsteiger aus der 2. Handball-Bundesliga |

### Kreuztabelle
Die Kreuztabelle stellt die Ergebnisse aller Spiele dieser Saison dar. Die Heimmannschaft ist in der linken Spalte, die Gastmannschaft in der oberen Zeile aufgelistet.
| 2009/10                 | Bayer 04 Leverkusen (Handball) | HC Leipzig | Buxtehuder SV | Frankfurter HC | VfL Oldenburg | HSG Blomberg-Lippe |         | DJK/MJC Trier | Thüringer HC | Borussia Dortmund |         | VfL Sindelfingen |
| ----------------------- | ------------------------------ | ---------- | ------------- | -------------- | ------------- | ------------------ | ------- | ------------- | ------------ | ----------------- | ------- | ---------------- |
| TSV Bayer 04 Leverkusen |                                | 20 : 22    | 26 : 21       | 26 : 26        | 33 : 22       | 24 : 24            | 28 : 24 | 34 : 26       | 37 : 25      | 33 : 28           | 24 : 24 | 32 : 21          |
| HC Leipzig              | 29 : 29                        |            | 32 : 23       | 32 : 24        | 33 : 32       | 32 : 28            | 34 : 24 | 41 : 28       | 35 : 23      | 34 : 22           | 36 : 26 | 44 : 34          |
| Buxtehuder SV           | 21 : 27                        | 27 : 32    |               | 29 : 26        | 25 : 34       | 25 : 26            | 21 : 20 | 32 : 25       | 35 : 27      | 31 : 21           | 25 : 19 | 31 : 20          |
| Frankfurter HC          | 25 : 27                        | 29 : 31    | 25 : 23       |                | 27 : 29       | 21 : 22            | 24 : 26 | 29 : 26       | 26 : 31      | 35 : 28           | 37 : 31 | 37 : 20          |
| VfL Oldenburg           | 21 : 20                        | 36 : 32    | 29 : 29       | 34 : 28        |               | 29 : 23            | 32 : 26 | 41 : 34       | 31 : 18      | 34 : 27           | 26 : 27 | 28 : 26          |
| HSG Blomberg-Lippe      | 24 : 25                        | 28 : 23    | 24 : 20       | 24 : 26        | 31 : 29       |                    | 24 : 24 | 38 : 24       | 31 : 29      | 34 : 24           | 31 : 25 | 33 : 23          |
| Frisch Auf Göppingen    | 23 : 27                        | 28 : 29    | 26 : 31       | 32 : 26        | 25 : 25       | 33 : 31            |         | 35 : 30       | 24 : 23      | 32 : 26           | 33 : 36 | 32 : 24          |
| DJK/MJC Trier           | 23 : 30                        | 21 : 37    | 25 : 25       | 29 : 34        | 28 : 28       | 30 : 29            | 27 : 22 |               | 33 : 28      | 31 : 25           | 31 : 25 | 25 : 29          |
| Thüringer HC            | 18 : 21                        | 26 : 28    | 32 : 23       | 20 : 27        | 29 : 30       | 28 : 24            | 29 : 27 | 36 : 28       |              | 24 : 24           | 25 : 20 | 31 : 23          |
| Borussia Dortmund       | 28 : 28                        | 27 : 30    | 28 : 29       | 32 : 24        | 26 : 29       | 26 : 31            | 27 : 30 | 29 : 28       | 32 : 23      |                   | 29 : 25 | 27 : 32          |
| SVG Celle               | 28 : 32                        | 23 : 29    | 25 : 28       | 25 : 26        | 24 : 24       | 21 : 27            | 27 : 25 | 39 : 36       | 24 : 33      | 33 : 33           |         | 22 : 29          |
| VfL Sindelfingen        | 25 : 32                        | 24 : 31    | 27 : 27       | 30 : 25        | 32 : 35       | 23 : 30            | 27 : 29 | 24 : 27       | 27 : 27      | 25 : 20           | 35 : 34 |                  |

## Play-offs Deutsche Meisterschaft
In den Play-off-Spielen zählt bei Punktgleichheit die bessere Tordifferenz. Ist auch diese gleich, entscheidet die höhere Zahl der auswärts erzielten Tore (Auswärtstorregel). Sollte auch dann noch kein Sieger feststehen, ist direkt im Anschluss an das jeweilige Play-off-Rückspiel der Sieger ohne vorherige Verlängerung durch ein Siebenmeterwerfen zu ermitteln.

### Viertelfinale
Im Viertelfinale trifft der Tabellenerste auf den Tabellenachten, der Tabellenzweite auf den Tabellensiebten, der Tabellendritte auf den Tabellensechsten und der Tabellenvierte auf den Tabellenfünften.

Die ersten 4 Plätze haben das Recht, das Rückspiel zu Hause auszutragen.

Die Hinspiele fanden am 17./21. April 2010 statt, die Rückspiele am 24./28. April 2010.
| Mannschaft 1         | Mannschaft 2        | Hinspiel             | Rückspiel            | Gesamt   |
| -------------------- | ------------------- | -------------------- | -------------------- | -------- |
| Thüringer HC         | HC Leipzig          | 17.04. Sa. 18:00 Uhr | 24.04. Sa. 15:00 Uhr | 45 : 55  |
| Thüringer HC         | HC Leipzig          | 22 : 28 (10 : 11)    | 23 : 27 (12 : 15)    | 45 : 55  |
| FHC Frankfurt/Oder   | Bayer 04 Leverkusen | 21.04. Mi. 19:00 Uhr | 28.04. Mi. 18:30 Uhr | 50 : 50* |
| FHC Frankfurt/Oder   | Bayer 04 Leverkusen | 27 : 25 (15 : 12)    | 23 : 25 (09 : 10)    | 50 : 50* |
| Frisch Auf Göppingen | VfL Oldenburg       | 21.04. Mi. 19:30 Uhr | 24.04. Sa. 16:30 Uhr | 51 : 61  |
| Frisch Auf Göppingen | VfL Oldenburg       | 30 : 29 (13 : 14)    | 21 : 32 (10 : 18)    | 51 : 61  |
| Buxtehuder SV        | HSG Blomberg-Lippe  | 21.04. Mi. 19:30 Uhr | 24.04. Sa. 16:30 Uhr | 49 : 50  |
| Buxtehuder SV        | HSG Blomberg-Lippe  | 25 : 22 (13 : 10)    | 24 : 28 (13 : 19)    | 49 : 50  |

* Bayer 04 Leverkusen qualifizierte sich aufgrund der Auswärtstorregel für das Halbfinale.

### Halbfinale
Die Hinspiele fanden am 5. Mai 2010 statt, die Rückspiele am 9. Mai 2010.
| Mannschaft 1       | Mannschaft 2     | Hinspiel             | Rückspiel            | Gesamt  |
| ------------------ | ---------------- | -------------------- | -------------------- | ------- |
| HSG Blomberg-Lippe | HC Leipzig       | 05.05. Mi. 19:30 Uhr | 09.05. So. 15:00 Uhr | 51 : 65 |
| HSG Blomberg-Lippe | HC Leipzig       | 26 : 28 (14 : 14)    | 25 : 37 (13 : 19)    | 51 : 65 |
| VfL Oldenburg      | Bayer Leverkusen | 05.05. Mi. 19:30 Uhr | 09.05. So. 16:00 Uhr | 46 : 59 |
| VfL Oldenburg      | Bayer Leverkusen | 21 : 24 (09 : 10)    | 25 : 35 (13 : 17)    | 46 : 59 |

### Kleines Finale
Für das kleine Finale liegt das Heimrecht zunächst bei dem in der Hauptrunde schlechter platzierten Verein.

Das kleine Finale wurde auf Antrag beider Vereine vom Vorstand der HBVF abgesetzt.
| Mannschaft 1       | Mannschaft 2  | Gesamt    |
| ------------------ | ------------- | --------- |
| HSG Blomberg-Lippe | VfL Oldenburg | abgesetzt |

### Finale
Das Hinspiel fand am 13. Mai 2010, das Rückspiel am 16. Mai 2010.
| Mannschaft 1     | Mannschaft 2 | Hinspiel             | Rückspiel            | Gesamt  |
| ---------------- | ------------ | -------------------- | -------------------- | ------- |
| Bayer Leverkusen | HC Leipzig   | 13.05. Do. 16:00 Uhr | 16.05. So. 15:00 Uhr | 48 : 50 |
| Bayer Leverkusen | HC Leipzig   | 26 : 28 (10 : 16)    | 22 : 22 (11 : 10)    | 48 : 50 |

#### Bayer Leverkusen – HC Leipzig26: 28 (10: 16)
13. Mai 2010 in Leverkusen, Smidt-Arena Leverkusen, 2.000 Zuschauer, Spielbericht
Bayer Leverkusen: Glaser, Woltering, Knipprath – Ahlgrimm (6), Loerper  (4), Zapf (4), Engel (4/3), Müller    (3), Garcia-Almendaris (2), Glankovicová (1), Steinbach (1/1), Bönighausen  (1), Byl  , Schückler
HC Leipzig: Schülke, Plöger – Ommundsen  (10/8), Kudłacz (5), Müller    (5), Rösler (3), Holmgren (3), Ulbricht (1), Augsburg  (1), Wirén, Schulze, Daniels, Eriksson  
Schiedsrichter:  Bernd Methe & Reiner Methe

#### HC Leipzig – Bayer Leverkusen22: 22 (11: 10)
16. Mai 2010 in Leipzig, Arena Leipzig, 5.875 Zuschauer, Spielbericht
HC Leipzig: Schülke, Plöger – Ommundsen  (6/4), Kudłacz  (4), Müller  (4), Ulbricht (3), Augsburg  (2), Holmgren      (2), Rösler  (1), Daniels, Eriksson , Wirén, Schulze
Bayer Leverkusen: Glaser, Woltering, Knipprath – Steinbach (9/2), Ahlgrimm   (3), Müller  (3), Engel (3/1), Zapf (2), Garcia-Almendaris   (2), Glankovicová, Loerper , Byl, Bönighausen, Schückler
Referees:  Holger Fleisch & Jürgen Rieber
Der HC Leipzig ist zum sechsten Mal deutscher Meister bei den Frauen. Durch den Gesamterfolg sicherte sich der HC Leipzig das Startrecht für die EHF Champions League.

## Statistik

### Torschützenliste
Die Torschützenliste zeigt die zehn besten Torschützinnen in der 1. Handball-Bundesliga der Frauen 2010.
Zu sehen sind die Nation der Spielerin, der Name, die Position, der Verein, die gespielten Spiele, die Tore und die 7-m-Tore.
Die Erstplatzierte nach dem 34. Spieltag war Torschützenkönig der 1. Handball-Bundesliga der Frauen 2010.
| Platz | Nation      | Spieler            | Pos.    | Verein             | Sp. | Tore | 7 m   | Ø   |
| ----- | ----------- | ------------------ | ------- | ------------------ | --- | ---- | ----- | --- |
| 1.    | Deutschland | Sabrina Neukamp    | (RA)    | HSG Blomberg-Lippe | 26  | 191  | 70/82 | 7.3 |
| 2.    | Deutschland | Franziska Mietzner | (RL)    | FHC Frankfurt/Oder | 24  | 188  | 62/83 | 7.8 |
| 3.    | Polen       | Dagmara Kowalska   | (RL)    | Borussia Dortmund  | 22  | 165  | 40/52 | 7.5 |
| 4.    | Deutschland | Angie Geschke      | (RL)    | VfL Oldenburg      | 26  | 164  | 13/24 | 6.3 |
| 5.    | Deutschland | Iris Cartarius     | (RL)    | VfL Sindelfingen   | 20  | 154  | 41/59 | 7.0 |
| 6.    | Norwegen    | Mette Ommundsen    | (RA)    | HC Leipzig         | 28  | 149  | 72/86 | 5.3 |
| 7.    | Deutschland | Saskia Lang        | (RL)    | HSG Blomberg-Lippe | 25  | 140  | 05/06 | 5.6 |
| 8.    | Deutschland | Susann Müller      | (RR)    | HC Leipzig         | 28  | 140  | 24/30 | 5.0 |
| 9.    | Deutschland | Sabrina Neuendorf  | (RR,RM) | VfL Oldenburg      | 26  | 137  | 52/68 | 5.3 |
| 10.   | Deutschland | Laura Steinbach    | (RL)    | Bayer Leverkusen   | 28  | 136  | 20/27 | 4.9 |

### Vereinsstatistik
| Logo                    | Verein               | Anteil Ausländer | Durchschnittsalter | Kadergröße |
| ----------------------- | -------------------- | ---------------- | ------------------ | ---------- |
| Thüringer HC            | Thüringer HC         | 27,8 %           | 24.8               | 18         |
| Borussia Dortmund       | Borussia Dortmund    | 18,2 %           | 23.8               | 22         |
| FHC Frankfurt/Oder      | Frankfurter HC       | 13,3 %           | 22.3               | 15         |
| VfL Oldenburg           | VfL Oldenburg        | 16,7 %           | 23.7               | 18         |
| Buxtehuder SV           | Buxtehuder SV        | 26,3 %           | 24.6               | 19         |
| HC Leipzig              | HC Leipzig           | 33,3 %           | 25.2               | 18         |
| DJK/MJC Trier           | DJK/MJC Trier        | 35,3 %           | 23.7               | 17         |
| Bayer Leverkusen        | Bayer Leverkusen     | 11,8 %           | 24.4               | 17         |
| ProVital Blomberg-Lippe | HSG Blomberg-Lippe   | 6,3 %            | 24.4               | 16         |
|                         | SVG Celle            | 41,2 %           | 24.1               | 17         |
|                         | Frisch Auf Göppingen | 31,3 %           | 26.7               | 16         |
| VfL Sindelfingen        | VfL Sindelfingen     | 27,8 %           | 25.3               | 18         |
| Gesamt                  | Gesamt               | 24,1 %           | 24.4               | 211        |

### Allgemeines
|               | Gesamt  | pro Spiel | Quote   |
| ------------- | ------- | --------- | ------- |
| Tore          | 8.066   | 55,25     |         |
| Tore Heim     | 4.187   | 28,68     | 51,91 % |
| Tore Gast     | 3.879   | 26,57     | 48,09 % |
| 7 m getroffen | 1.156   | 7,92      | 75,06 % |
| 7 m verworfen | 384     | 2,63      | 24,94 % |
| Zuschauer     | 147.787 | 1012,24   |         |
| Zeitstrafen   | 884     | 6,05      |         |

## Die Meistermannschaft
| 1. | HC Leipzig |
|    | - Mannschaft: Katja Schülke, Julia Plöger, Mette Ommundsen, Sara Holmgren, Anne Ulbricht, Natalie Augsburg, Maike Daniels, Sara Eriksson, Luisa Schulze, Karolina Kudłacz, Ania Rösler, Lisa Wirén, Maria Kiedrowski, Susann Müller, Renate Urne - Trainer: Heine Jensen |